# Capitoli di Maison Ikkoku - Cara dolce Kyoko

Copertina del primo volume della Perfect Edition, edita da Star Comics

Questa è la lista dei capitoli Maison Ikkoku - Cara dolce Kyoko, manga scritto ed illustrato da Rumiko Takahashi. La storia s'incentra sulla storia d'amore tra lo studente Yusaku Godai e la giovane amministratrice della pensione in cui abita, la vedova Kyoko Otonashi. Tale rapporto, nel corso dell'opera, si sviluppa in triangoli amorosi con alcuni personaggi secondari, nonché dai personaggi bizzarri che abitano la Maison Ikkoku.

## Lista volumi
Qui di seguito è presentata la lista dei volumi di Maison Ikkoku - Cara dolce Kyoko. I nomi dei capitoli sono quelli presenti nella Perfect Edition, pubblicata a partire dal 2015.